# 정창덕
정창덕(丁昌德, 1960년 7월 24일 ~ )은 대한민국 송호대학교 총장이다.

## 이력
1960년 7월 24일 전라북도 전주 출생으로 단국대졸업 연세대학교 대학원 석사, 미국 California CN University 석사, 한국과학기술원 박사 학위를 취득했다. 한국유비쿼터스학회장과 MBS방송국 이사장을 역임했으며, 2015년 12월 안양대학교 총장으로 취임하였다.

## 학력
- 단국대 전자공학과 학사 졸업
- 연세대학교 대학원 전자공학과 공학석사 졸업
- 미국 캘리포니아 주립대학교 대학원 전자정보처리학과 공학석사 졸업
- 한국과학기술원 컴퓨터공학과 공학박사 졸업

## 약력
- 2001년 KAIST 공학박사(IS/유비쿼터스 전공)
- 전 서일대학 전자계산과 교수
- 전 고려대 과학기술대학 컴퓨터정보학과 부교수
- 제10회 대한민국 e비즈니스대상 산자부장관 표창(2006년)
- 19대 총선 창조한국당 국회의원 비례대표 출마
- 강릉영동대학교 총장 (2014~2015)
- 안양대학교 총장 (2015~2017)
- 송호대학교 총장 (2017~)